# Kirkgunzeon
Kirkgunzeon, schottisch-gälisch: Cill Fhinnein, ist eine Ortschaft in der schottischen Council Area Dumfries and Galloway beziehungsweise der traditionellen Grafschaft Kirkcudbrightshire. Sie liegt rund neun Kilometer nordöstlich von Castle Douglas und zwölf Kilometer südwestlich von Dumfries am rechten Ufer des Baches Kirkgunzeon Lane.

## Geschichte
In vergangenen Jahrhunderten wurde die Ortschaft auch als Kirkwinong oder Kirkwinnyn bezeichnet. Die Bezeichnung leitet sich von derselben Person, vermutlich ein Heiliger, ab, die auch Kilwinning in North Ayrshire den Namen verlieh. In der direkten Umgebung von Kirkgunzeon befanden sich einst zwei Wehrtürme, während der nördlich gelegene, aus dem 16. Jahrhundert stammende Drumcoltran Tower bis heute erhalten ist, sind von dem am Südrand gelegenen, vermutlich aus dem 17. Jahrhundert stammenden Corra Castle nur Ruinen erhalten.
Während im Jahre 1871 noch 661 Personen in Kirkgunzeon lebten, wurden im Rahmen der Zensuserhebung 1971 nur noch 135 Einwohner gezählt.

## Verkehr
Kirkgunzeon ist über eine Nebenstraße an die A711 (Dumfries–Bridge of Dee) an das Fernstraßennetz angebunden. Im Laufe des 19. Jahrhunderts erhielt Kirkgunzeon einen eigenen Bahnhof entlang einer Nebenstrecke der Glasgow and South Western Railway zwischen Dumfries und Castle Douglas. Die Strecke wurde jedoch im Zuge der Beeching-Axt in den 1960er Jahren aufgegeben.